# Wörnitz (település)
Wörnitz település Németországban, azon belül Bajorországban. Lakosainak száma 1915 fő (2023. december 31.).

## Népesség
A település népessége az elmúlt években az alábbi módon változott:
| Lakosok száma | 972  | 965  | 1694 | 1701 | 1763 | 1772 | 1771 | 1806 | 1924 | 1915 |
|               | 1970 | 1975 | 2011 | 2012 | 2014 | 2015 | 2017 | 2019 | 2022 | 2023 |